# Арисол, Ахмад
Ахмад Арисол (англ. Ahmad Arrisol; род. 12 мая 1991, Виктория) — сейшельский шоссейный велогонщик.

## Карьера
Многократный чемпион Сейшел в групповой и индивидуальной гонке.
Летом 2015 года на Играх островов Индийского океана занял третье место в командной гонке вместе с Фади Конфианце, Крисом Жерменом и Домиником Арисолом.
В конце мая 2018 года стал победителем многодневная велогонки Мемориальный тур Фади Конфианса проводившейся в память о Фади Конфиансе.
Неоднократно принимал участие на чемпионате Африки по шоссейному велоспорту. В рамках Африканского тура UCI стартовал на Туре Шарджи и Туре Маврикий.

## Достижения
2014
 Чемпионат Сейшел — групповая гонка
2015
 Чемпионат Сейшел — групповая гонка
 Чемпионат Сейшел — индивидуальная гонка
 Игры островов Индийского океана — командная гонка (с Фади Конфианце, Крисом Жерменом и Домиником Арисолом)
2016
 Чемпионат Сейшел — групповая гонка
Mid-Year Tour
Генеральная классификация
1-й этап
2-й Чемпионат Сейшел — индивидуальная гонка
2017
Season Opening Races
2018
Мемориальный тур Фади Конфианса
Генеральная классификация
1-й и 2-й (ITT) этапы
2019
2-й Чемпионат Сейшел — групповая гонка
2022
3-й Чемпионат Сейшел — групповая гонка
2023
 Чемпионат Сейшел — индивидуальная гонка
2-й Чемпионат Сейшел — групповая гонка

## Рейтинги
| Год                 | 2017   | 2018 | 2019   |
| ------------------- | ------ | ---- | ------ |
| Мировой рейтинг UCI | 2486-й | -    | 2523-й |
| Африканский тур UCI | 212-й  | -    | 156-й  |
|                     |        |      |        |
| Источник: UCI       |        |      |        |